# 乌日图沟
乌日图沟，位于中华人民共和国内蒙古自治区乌兰察布市四子王旗西南部的一条河流，发源于忽鸡图乡腊赛六号南山，东北流至白音不浪以北转西北流，经忽鸡图乡堂村、库伦图镇大新地村、乌兰花镇巨巾号村、大南坡村、吉生太镇海卜子村、公合成村等地，最后于吉生太镇中号村牛房滩以西汇入塔布河。河长90.5千米，流域面积1457.55平方千米，河道平均比降4.05‰。塔布河河谷开阔，河槽宽浅，水量不丰，全河有间断干河段。
在2021年四子王旗人民政府发布河湖管理范围划定成果的公告中，乌日图沟下游与下游右岸支流后壕子河划定为同一条河流：乌兰牧场河。